# سام فينلي
سام فينلي (بالإنجليزية: Sam Finley) هو لاعب كرة قدم بريطاني في مركز الوسط، ولد في 4 أغسطس 1992 في ليفربول في المملكة المتحدة. لعب مع AFC Fylde ‏.